# Співаючий колодязь
«Співаючий колодязь» (англ. The Whistling Well) — науково-фантастичне оповідання Кліффорда Сімака, вперше опубліковане журналом «Dark Forces» 1980 року.

## Сюжет
Письменник Тед Паркер був найнятий своєю тіткою для збору генеалогічних даних про її рід. 
Для цього він направився в глушину Міннесоти відшукати помістя Неда Паркера — ветерана Громадянської війни, який заснував його на вершині гребня, а також пробурив там дуже глибоку свердловину, для роботи якої побудував великий вітряк.
Від місцевих він дізнався, що після побудови свердловини, помістя запустіло, всі сусіди покинули це місце, і відтоді воно має погану славу.
По дорозі туди, Тед знаходить жменю шлункових каменів динозаврів, на одному з яких є невідомі написи.
З цього моменту Тед помічає, що за ним починають слідкувати темні силуети.
Після прибуття до колодця, починається буря, і колодяць починає «співати» від вітру.
Вітряк обліплюють незліченні чорні силуети.
Для того, щоб покинути місцевість, Теду потрібно пройти скрізь них і вони його пропускають.
Силуети пояснюють це наявністю в нього амулета, який є символом віри, що видавався ситлуетами динозаврам.
Для них немає великої різниці між динозаврами і Тедом.